# حمام خنجین
حمام خنجین مربوط به دوره قاجار است و در شهرستان فراهان، بخش خنجین، شهر خنجین، شهرک ولیعصر واقع شده و این اثر در تاریخ ۲۶ اسفند ۱۳۸۶ با شمارهٔ ثبت ۲۲۰۸۷ به‌عنوان یکی از آثار ملی ایران به ثبت رسیده است.